# Fodbold under sommer-OL 2008 (mænd)
Fodbold under Sommer-OL 2008 - mændenes turnering blev afholdt i Beijing og en række andre byer i Kina fra den 6. til 23. august. Det var 23. gang, at fodbold var på det olympiske program. Den mandlige turnering var for U/23-fodboldlandshold. Landsholdene fik lov til at tage tre spillere over 23 år med i truppen.

## Kvalifikation
| Turnering                              | Dato                 | Sted     | Pladser | Kvalificeret                     |
| -------------------------------------- | -------------------- | -------- | ------- | -------------------------------- |
| Værtsnation                            |                      |          | 1       | Kina                             |
| Kvalifikation i AFC                    | Feb 2006 – nov 2007  | –        | 3       | Australien Sydkorea Japan        |
| Kvalifikation i CAF                    | Sep 2006 – mar 2008  | –        | 3       | Cameroun Elfenbenskysten Nigeria |
| Kvalifikation i CONCACAF               | Aug 2007 – mar 2008  | USA      | 2       | Honduras USA                     |
| Sydamerikas ungdomsmesterskab 2007     | 7. – 28. Januar 2007 | Paraguay | 2       | Brasilien Argentina              |
| Kvalifikation i OFC                    | 1. – 9. marts 2008   | Fiji     | 1       | New Zealand                      |
| U/21 Europamesterskabet i fodbold 2007 | 10. – 23. juni 2007  | Holland  | 4       | Holland Serbien Belgien Italien  |
| I alt                                  |                      |          | 16      |                                  |

## Dommere
FIFA offentliggjorde den 22. april 2008 listen over dommere, der skulle dømme ved sommer-OL 2008 i mændenes turnering.
| Dommer                 | Linjedommer                                            |
| CAF                    | CAF                                                    |
| ---------------------- | ------------------------------------------------------ |
| Jerome Damon           | Tshotleno Molefe Celestin Ntangungira                  |
| Badara Diatta          | Evarist Menkouande Bachir Hassani                      |
| CONMEBOL               |                                                        |
| Héctor Baldassi        | Ricardo Casas Hernán Maidana                           |
| Pablo Pozo             | Osvaldo Talamilla Lobe Patricio Basualto Vargas        |
| Martín Vazquez         | Mauricio Espinosa Rodriguez Miguel Ángel Nievas Acosta |
| CONCACAF               |                                                        |
| Roberto Moreno Salazar | Daniel Williamson Hairo Fuentes Batista                |
| AFC                    |                                                        |
| Khalil Al Ghamdi       | Mohammed Al Ghamdi Hamdi Al Kadrie                     |
| Abdullah Al Hilali     | Khaled Al Allan Saleh Al Marzouqi                      |
| Masoud Moradi          | Hassan Kamranifar Luay Subhi Adib                      |
| UEFA                   |                                                        |
| Thomas Einwaller       | Roland Heim Norbert Schwab                             |
| Viktor Kassai          | Gábor Erős Tibor Vámos                                 |
| Stephane Lannoy        | Eric Dansault Frederic Cano                            |
| Damir Skomina          | Primoz Arhar Marco Stancin                             |
| Wolfgang Stark         | Volker Wezel Jan-Hendrik Salver                        |
| OFC                    |                                                        |
| Michael Hester         | Tevita Makasini Michael Joseph                         |

## Gruppespil
Gruppevinderne og andenpladserne kvalificerer sig til kvartfinalerne.
Alle tidspunkter er angivet i lokal kinesisk tid (GMT+8).

### Gruppe A
| Hold            | K | V | U | T | Mål   | +/- | P |
| --------------- | - | - | - | - | ----- | --- | - |
| Argentina       | 3 | 3 | 0 | 0 | 5 – 1 | +4  | 9 |
| Elfenbenskysten | 3 | 2 | 0 | 1 | 6 – 4 | +2  | 6 |
| Australien      | 3 | 0 | 1 | 2 | 1 – 3 | -2  | 1 |
| Serbien         | 3 | 0 | 1 | 2 | 3 – 7 | -4  | 1 |

| 7. august 2008 17:00 |

| Australien    | 1 – 1     | Serbien        |
| ------------- | --------- | -------------- |
| Zadkovich 69' | (Referat) | Rajković 78' · |

| Shanghai Stadium, Shanghai Tilskuere: 36.184 Dommer: Jerome Damon (Sydafrika) |

| 7. august 2008 19:45 |

| Elfenbenskysten | 1 – 2     | Argentina             |
| --------------- | --------- | --------------------- |
| Cissé 53'       | (Referat) | Messi 43'Acosta 86' · |

| Shanghai Stadium, Shanghai Tilskuere: 43.266 Dommer: Wolfgang Stark (Tyskland) |

| 10. august 2008 17:00 |

| Argentina   | 1 – 0     | Australien |
| ----------- | --------- | ---------- |
| Lavezzi 76' | (Referat) |            |

| Shanghai Stadium, Shanghai Tilskuere: 38.182 Dommer: Viktor Kassai (Ungarn) |

| 10. august 2008 19:45 |

| Serbien                | 2 – 4     | Elfenbenskysten                                          |
| ---------------------- | --------- | -------------------------------------------------------- |
| Mrdaković 16'Rakić 90' | (Referat) | Cissé 3'Rajković 24' (sm) · Kalou 70' · Gervinho 90+2' · |

| Shanghai Stadium, Shanghai Tilskuere: 38.320 Dommer: Roberto Moreno Salazar (Panama) |

| 13. august 2008 19:45 |

| Elfenbenskysten | 1 – 0     | Australien |
| --------------- | --------- | ---------- |
| Kalou 81'       | (Referat) |            |

| Tianjin Olympic Center Stadium, Tianjin Tilskuere: 50.437 Dommer: Jair Marrufo (USA) |

| 13. august 2008 19:45 |

| Argentina                        | 2 – 0     | Serbien |
| -------------------------------- | --------- | ------- |
| Lavezzi 13' (str.)Buonanotte 84' | (Rapport) |         |

| Workers Stadium , Beijing Tilskuere: 53.668 Dommer: Abdullah Al Hilali (Oman) |

### Gruppe B
| Hold    | K | V | U | T | Mål   | +/- | P |
| ------- | - | - | - | - | ----- | --- | - |
| Nigeria | 3 | 2 | 1 | 0 | 4 – 2 | +2  | 7 |
| Holland | 3 | 1 | 2 | 0 | 3 – 2 | +1  | 5 |
| USA     | 3 | 1 | 1 | 1 | 4 – 4 | 0   | 4 |
| Japan   | 3 | 0 | 0 | 3 | 1 – 4 | -3  | 0 |

| 7. august 2008 17:00 |

| Japan | 0 – 1     | USA          |
| ----- | --------- | ------------ |
|       | (Referat) | Holden 47' · |

| Tianjin Olympic Center Stadium, Tianjin Tilskuere: 57.102 Dommer: Badara Diatta (Senegal) |

| 7. august 2008 19:45 |

| Holland | 0 – 0     | Nigeria |
| ------- | --------- | ------- |
|         | (Referat) |         |

| Tianjin Olympic Center Stadium, Tianjin Tilskuere: 52.390 Dommer: Pablo Pozo (Chile) |

| 10. august 2008 17:00 |

| Nigeria                | 2 – 1     | Japan        |
| ---------------------- | --------- | ------------ |
| Obinna 58'Anichebe 74' | (Referat) | Toyoda 79' · |

| Tianjin Olympic Center Stadium, Tianjin Tilskuere: 42.592 Dommer: Masoud Moradi (Iran) |

| 10. august 2008 19:45 |

| USA                      | 2 – 2     | Holland                |
| ------------------------ | --------- | ---------------------- |
| Kljestan 64'Altidore 72' | (Referat) | Babel 16'Sibon 90+3' · |

| Tianjin Olympic Center Stadium, Tianjin Tilskuere: 45.016 Dommer: Michael Hester (New Zealand) |

| 13. august 2008 17:00 |

| Holland          | 1 – 0     | Japan |
| ---------------- | --------- | ----- |
| Sibon 73' (str.) | (Rapport) |       |

| Shenyang Olympic Stadium, Shenyang Tilskuere: 38.790 Dommer: Héctor Baldassi (Argentina) |

| 13. august 2008 17:00 |

| Nigeria             | 2 – 1     | USA                   |
| ------------------- | --------- | --------------------- |
| Isaac 39'Obinna 79' | (Rapport) | Kljestan 88' (str.) · |

| Workers Stadium , Beijing Tilskuere: 48.096 Dommer: Wolfgang Stark (Tyskland) |

### Gruppe C
| Hold        | K | V | U | T | Mål   | +/- | P |
| ----------- | - | - | - | - | ----- | --- | - |
| Brasilien   | 3 | 3 | 0 | 0 | 9 – 0 | +9  | 9 |
| Belgien     | 3 | 2 | 0 | 1 | 3 – 1 | +2  | 6 |
| Kina        | 3 | 0 | 1 | 2 | 1 – 6 | -5  | 1 |
| New Zealand | 3 | 0 | 1 | 2 | 1 – 7 | -6  | 1 |

| 7. august 2008 17:00 |

| Brasilien    | 1 – 0     | Belgien |
| ------------ | --------- | ------- |
| Hernanes 79' | (Referat) |         |

| Shenyang Olympic Stadium, Shenyang Tilskuere: 39.661 Dommer: Khalil Al Ghamdi Saudi-Arabien |

| 7. august 2008 19:45 |

| Kina     | 1 – 1     | New Zealand   |
| -------- | --------- | ------------- |
| Dong 88' | (Referat) | Brockie 53' · |

| Shenyang Olympic Stadium, Shenyang Tilskuere: 41.407 Dommer: Martín Vázquez (Sydafrika) |

| 10. august 2008 17:00 |

| New Zealand | 0 – 5     | Brasilien                                                       |
| ----------- | --------- | --------------------------------------------------------------- |
|             | (Referat) | Anderson 3'Pato 33' · Ronaldinho 55' 61' (str.) · Sóbis 90+3' · |

| Shenyang Olympic Stadium, Shenyang Tilskuere: 44.951 Dommer: Stephane Lannoy (Frankrig) |

| 10. august 2008 19:45 |

| Belgien                | 2 – 0     | Kina |
| ---------------------- | --------- | ---- |
| Dembélé 8'Mirallas 79' | (Referat) |      |

| Shenyang Olympic Stadium, Shenyang Tilskuere: 45.756 Dommer: Héctor Baldassi (Argentina) |

| 13. august 2008 19:45 |

| Kina | 0 – 3     | Brasilien                       |
| ---- | --------- | ------------------------------- |
|      | (Rapport) | Diego 18'Thiago Neves 69' 73' · |

| Olympic Sports Centre Stadium, Qinhuangdao Tilskuere: 38.790 Dommer: Jerome Damon (Sydafrika) |

| 13. august 2008 19:45 |

| New Zealand | 0 – 1     | Belgien      |
| ----------- | --------- | ------------ |
|             | (Rapport) | Haroun 35' · |

| Shanghai Stadium, Shanghai Tilskuere: 45.202 Dommer: Pablo Pozo (Chile) |

### Gruppe D
| Hold     | K | V | U | T | Mål   | +/- | P |
| -------- | - | - | - | - | ----- | --- | - |
| Italien  | 3 | 2 | 1 | 0 | 6 – 0 | +6  | 7 |
| Cameroun | 3 | 1 | 2 | 0 | 2 – 1 | +1  | 5 |
| Sydkorea | 3 | 1 | 1 | 1 | 2 – 4 | -2  | 4 |
| Honduras | 3 | 0 | 0 | 3 | 0 – 5 | -5  | 0 |

| 7. august 2008 17:00 |

| Honduras | 0 – 3     | Italien                                                 |
| -------- | --------- | ------------------------------------------------------- |
|          | (Referat) | Giovinco 41'Rossi 45' (str.) · Acquafresca 52' (str.) · |

| Olympic Sports Centre Stadium, Qinhuangdao Tilskuere: 21.680 Dommer: Damir Skomina (Slovenien) |

| 7. august 2008 19:45 |

| Sydkorea           | 1 – 1     | Cameroun       |
| ------------------ | --------- | -------------- |
| Park Chu-Young 68' | (Referat) | Mandjeck 81' · |

| Olympic Sports Centre Stadium, Qinhuangdao Tilskuere: 21.943 Dommer: Jair Maruffo (USA) |

| 10. august 2008 17:00 |

| Cameroun | 1 – 0     | Honduras |
| -------- | --------- | -------- |
| Mbia 74' | (Referat) |          |

| Olympic Sports Centre Stadium, Qinhuangdao Tilskuere: 28.657 Dommer: Abdullah Al Hilali (Oman) |

| 10. august 2008 19:45 |

| Italien                             | 3 – 0     | Sydkorea |
| ----------------------------------- | --------- | -------- |
| Rossi 15'Rocchi 32' · Montolivo 90' | (Referat) |          |

| Olympic Sports Centre Stadium, Qinhuangdao Tilskuere: 29.455 Dommer: Thomas Einwaller (Østrig) |

| 13. august 2008 17:00 |

| Sydkorea         | 1 – 0     | Honduras |
| ---------------- | --------- | -------- |
| Kim Dong-Jin 23' | (Rapport) |          |

| Shanghai Stadium, Shanghai Tilskuere: 34.160 Dommer: Michael Hester (New Zealand) |

| 13. august 2008 17:00 |

| Cameroun | 0 – 0     | Italien |
| -------- | --------- | ------- |
|          | (Rapport) |         |

| Tianjin Olympic Center Stadium, Tianjin Tilskuere: 47.307 Dommer: Martín Vázquez (Uruguay) |

## Slutspil
|  | Kvartfinaler | Kvartfinaler    | Kvartfinaler |           |           | Semifinaler | Semifinaler | Semifinaler |            |            | Finale     | Finale     | Finale |
|  |              |                 |              |           |           |             |             |             |            |            |            |            |        |
|  | D1           | Italien         | 2            |           |           |             |             |             |            |            |            |            |        |
|  | C2           | Belgien         | 3            |           |           |             |             |             |            |            |            |            |        |
|  | C2           | Belgien         | 3            |           | B1        | Nigeria     | 4           |             |            |            |            |            |        |
|  |              |                 |              |           | B1        | Nigeria     | 4           |             |            |            |            |            |        |
|  |              | C2              | Belgien      | 1         |           |             |             |             |            |            |            |            |        |
|  | B1           | C2              | Belgien      | 1         | Nigeria   | 2           |             |             |            |            |            |            |        |
|  | B1           |                 |              |           | Nigeria   | 2           |             |             |            |            |            |            |        |
|  | A2           | Elfenbenskysten | 0            |           |           |             |             |             |            |            |            |            |        |
|  |              |                 |              |           |           |             |             |             |            |            | B1         | Nigeria    | 0      |
|  |              |                 | A1           | Argentina | 1         |             |             |             |            |            |            |            |        |
|  | C1           | Brasilien       | 2            |           |           |             |             |             |            |            |            |            |        |
|  | D2           | Cameroun        | 0            |           |           |             |             |             |            |            |            |            |        |
|  | D2           | Cameroun        | 0            |           | A1        | Argentina   | 3           |             | Bronzekamp | Bronzekamp | Bronzekamp | Bronzekamp |        |
|  |              |                 |              |           | A1        | Argentina   | 3           |             | Bronzekamp | Bronzekamp | Bronzekamp | Bronzekamp |        |
|  |              | C1              | Brasilien    | 0         |           |             |             |             |            |            |            |            |        |
|  | A1           | C1              | Brasilien    | 0         | Argentina | 2           |             | C2          | Belgien    | 0          |            |            |        |
|  | A1           |                 |              |           | Argentina | 2           |             | C2          | Belgien    | 0          |            |            |        |
|  | B2           | Holland         | 1            |           |           |             |             |             |            |            | C1         | Brasilien  | 3      |

### Kvartfinaler
| 16. august 2008 18:00 |

| Brasilien              | 2 – 0 (e.f.s.) | Cameroun |
| ---------------------- | -------------- | -------- |
| Sóbis 101'Marcelo 105' | (Rapport)      |          |

| Shenyang Olympic Stadium, Shenyang Tilskuere: 41.043 Dommer: Damir Skomina (Slovenien |

| 16. august 2008 18:00 |

| Italien                     | 2-3       | Belgien                            |
| --------------------------- | --------- | ---------------------------------- |
| Rossi 18' (str.) 74' (str.) | (Rapport) | Dembélé 23' 79''Mirallas 45 + 2' · |

| Workers Stadium , Beijing Tilskuere: 50.802 Dommer: Héctor Baldassi (Argentina |

| 16. august 2008 21:00 |

| Argentina              | 2 – 1 (e.f.s.) | Holland      |
| ---------------------- | -------------- | ------------ |
| Messi 14'Di Maria 105' | (Rapport)      | Bakkal 36' · |

| Shanghai Stadium, Shanghai Tilskuere: 51.366 Dommer: Jair Maruffo (USA) |

| 16. august 2008 21:00 |

| Nigeria                         | 2 – 0     | Elfenbenskysten |
| ------------------------------- | --------- | --------------- |
| Odemwingie 44'Obinna 82' (str.) | (Rapport) |                 |

| Olympic Sports Centre Stadium, Qinhuangdao Tilskuere: 28.944 Dommer: Masoud Moradi (Iran) |

### Semifinaler
| 19. august 2008 18:00 |

| Nigeria                                | 4 – 1     | Belgien     |
| -------------------------------------- | --------- | ----------- |
| Adefemi 17'Obasi 59' 72' · Okonkwo 78' | (Rapport) | Ciman 88' · |

| Shanghai Stadium, Shanghai Tilskuere: 56.312 Dommer: Pablo Pozo (Chile) |

| 19. august 2008 21:00 |

| Argentina                          | 3 – 0     | Brasilien |
| ---------------------------------- | --------- | --------- |
| Agüero 52' 58''Riquelme 76' (str.) | (Rapport) |           |

| Workers Stadium , Beijing Tilskuere: 52.968 Dommer: Martín Vázquez (Uruguay) |

### Bronzekamp
| 22. august 2008 19:00 |

| Belgien | 0 – 3     | Brasilien             |
| ------- | --------- | --------------------- |
|         | (Rapport) | Diego 28'Jô 45' 90' · |

| Shanghai Stadium, Shanghai Dommer: Thomas Einwaller (Østrig) |

### Finale
| 23. august 2008 12:00 |

| Nigeria | 0 – 1 | Argentina      |
| ------- | ----- | -------------- |
|         |       | di María 58' · |

| National Stadium, Beijing Tilskuere: 89.102 Dommer: Viktor Kassai (Ungarn) |

## Samlet rankering
| Nr. | Hold            | K | V | U | T | M+ | M- | MF  | P  |
| --- | --------------- | - | - | - | - | -- | -- | --- | -- |
| 1   | Argentina       | 6 | 6 | 0 | 0 | 11 | 2  | +9  | 18 |
| 2   | Nigeria         | 6 | 4 | 1 | 1 | 10 | 4  | +6  | 13 |
| 3   | Brasilien       | 6 | 5 | 0 | 1 | 14 | 3  | +11 | 15 |
| 4   | Belgien         | 6 | 3 | 0 | 3 | 7  | 10 | –3  | 9  |
| 5   | Italien         | 4 | 2 | 1 | 1 | 8  | 3  | +5  | 7  |
| 6   | Elfenbenskysten | 4 | 2 | 0 | 2 | 6  | 6  | 0   | 6  |
| 7   | Holland         | 4 | 1 | 2 | 1 | 4  | 4  | 0   | 5  |
| 8   | Cameroun        | 4 | 1 | 2 | 1 | 2  | 3  | –1  | 5  |
| 9   | USA             | 3 | 1 | 1 | 1 | 4  | 4  | 0   | 4  |
| 10  | Sydkorea        | 3 | 1 | 1 | 1 | 2  | 4  | −2  | 4  |
| 11  | Australien      | 3 | 0 | 1 | 2 | 1  | 3  | −2  | 1  |
| 12  | Serbien         | 3 | 0 | 1 | 2 | 3  | 7  | −4  | 1  |
| 13  | Kina            | 3 | 0 | 1 | 2 | 1  | 6  | −5  | 1  |
| 14  | New Zealand     | 3 | 0 | 1 | 2 | 1  | 7  | –6  | 1  |
| 15  | Japan           | 3 | 0 | 0 | 3 | 1  | 4  | –3  | 0  |
| 16  | Honduras        | 3 | 0 | 0 | 3 | 0  | 5  | –5  | 0  |

## Målscorere
4 mål
- Giuseppe Rossi

3 goals
- Mousa Dembélé
- Victor Obinna

2 mål
| - Sergio Agüero - Ezequiel Lavezzi - Ángel Di María - Lionel Messi - Kevin Mirallas | - Diego - Jô - Thiago Neves - Ronaldinho - Rafael Sóbis | - Sekou Cissé - Salomon Kalou - Gerald Sibon - Chinedu Obasi - Sacha Kljestan |

1 mål
| - Lautaro Acosta - Diego Buonanotte - Juan Román Riquelme - Ruben Zadkovich - Laurent Ciman - Faris Haroun - Anderson - Hernanes - Marcelo - Alexandre Pato - Georges Mandjeck - Stéphane Mbia | - Dong Fangzhuo - Gervinho - Robert Acquafresca - Sebastian Giovinco - Riccardo Montolivo - Tommaso Rocchi - Yohei Toyoda - Kim Dong-Jin - Park Chu-Young - Ryan Babel - Otman Bakkal | - Jeremy Brockie - Olubayo Adefemi - Victor Anichebe - Peter Odemwingie - Chibuzor Okonkwo - Isaac Promise - Miljan Mrdaković - Slobodan Rajković - Đorđe Rakić - Jozy Altidore - Stuart Holden |

Selvmål
- Slobodan Rajković (mod Elfenbenskysten)